# Этиленвинилацетат

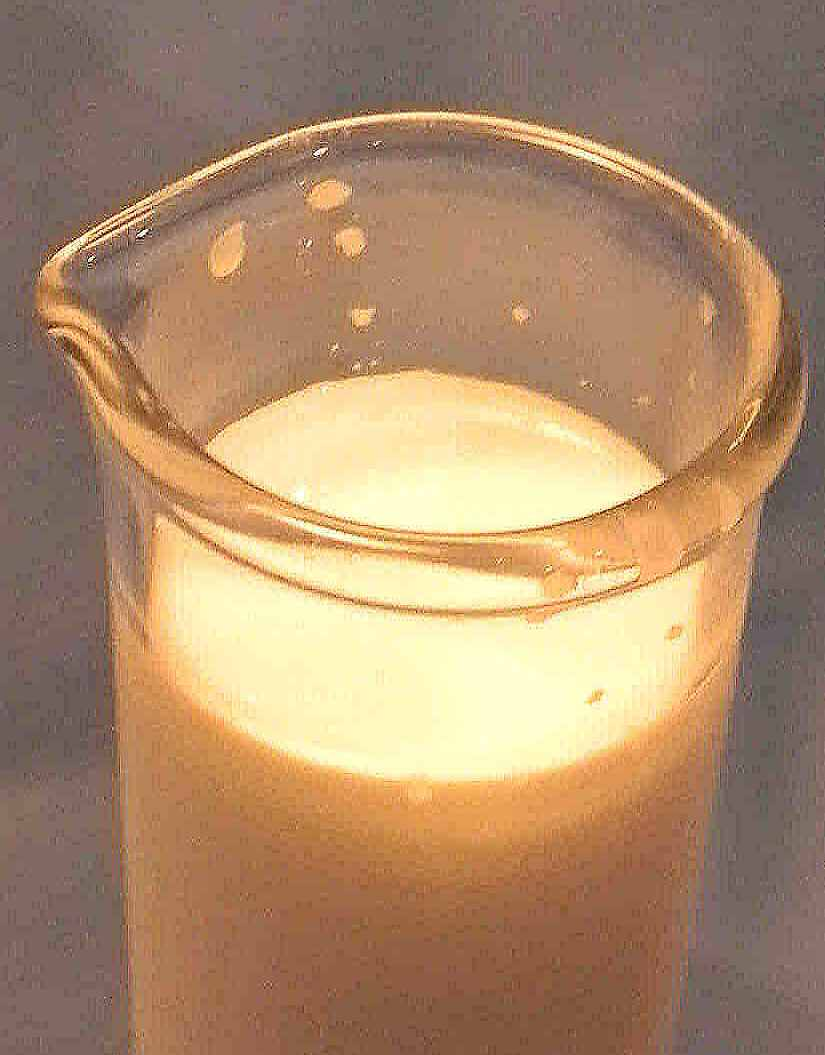
Полимерное "молоко" ЭВА

Этиленвинилацетат, ЭВА — полимерное вещество, относящееся к классу сложных эфиров, получается в результате сополимеризации этилена и мономера винилацетата.
Винилацетатные звенья произвольно распределяются в макромолекуле сополимера. Содержание винилацетата определяет механические свойства сополимера, а также его тип (эластомер или термопласт). Чаще всего используют этиленвинилацетат с 10-50%-м содержанием винилацетата. При содержании винилацетата 100 % полимер называется поливинилацетатом. При высоком содержании винилацетата этиленвинилацетат приобретает высокую устойчивость к маслам, растворителям, озону и высокой температуре. Сополимеры с низким содержанием ацетата обладают свойствами, близкими к свойствам полиэтилена низкой плотности. К тому же свойства сополимеров этиленвинилацетата зависят от образования боковых цепочек и молекулярной массы.
Этиленвинилацетат — лёгкий и упругий материал, обладающий хорошими амортизирующими свойствами, превосходит полиэтилен по прозрачности и эластичности при низких температурах, обладает повышенной адгезией к различным материалам.

## Физические свойства
Диапазон рабочих температур от −80 °C до +55 °C, допускается кратковременный нагрев до +70 °C.

## Производство и применение

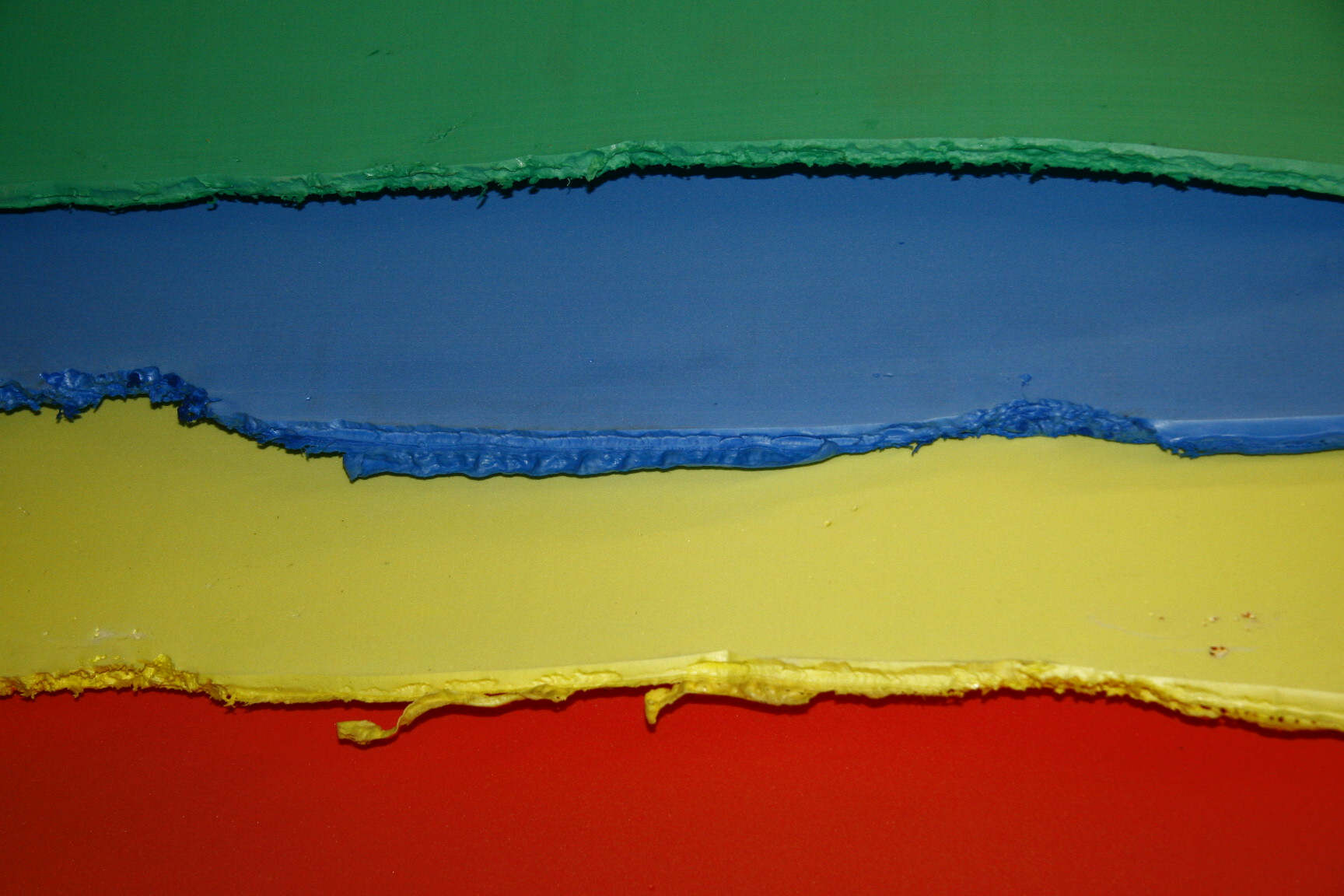
Эластичные листы вспененного ЭВА

Этиленвинилацетат производится путем смешивания этилена и винилацетата в реакционных ёмкостях, в которых получают нерафинированную массу ЭВА. Также ведутся исследования полимеризации ЭВА из раствора или суспензии (например, в метаноле), так как более жидкая среда способствует улучшению контроля над температурными параметрами реакции.
Из этиленвинилацетата разными методами изготавливаются:
- путём экструзии: плёнки, листы, шланги, кабельная оболочка, автомобильные коврики;
- литьём под давлением: обувная подошва, игрушки, изоматы (туристические коврики)[5];
- термопластичный клей.

Этиленвинилацетат применяется для приготовления компаундов с другими полимерами, например, каучуком, поливинилхлоридом или полиэтиленом, а также смесей с наполнителями и добавками. 
Композиции на основе ЭВА можно встретить под названием "термоэластопласт" (ТЭП), наряду с полиуретаном и другими невулканизированными термопластичными эластомерами.
Этиленвинилацетат в виде водной дисперсии применяется как пленкообразователь в водно-дисперсионных красках. Редиспергируемый порошок этиленвинилацетата (высушенная специальным образом водная дисперсия) используется в сухих строительных смесях.
Вспененный этиленвинилацетат с различным соотношением включённого воздуха к пластику и, соответственно, различной твёрдостью по Шору широко используется для изготовления объёмных эластичных изделий: формовых литых, листов различной толщины. Высокая износостойкость и прочность вспененного материала позволяет производить из него, например, литую цельную обувь (сапоги, боты, галоши), подошвы сборной обуви, гидрокостюмы, грязесборные коврики, разборную напольную плитку. Не следует путать данный материал с поролоном: под поролоном обычно подразумевается эластичный вспененный полиуретан, намного более мягкий, малопрочный, несветостойкий и пропускающий воду (с открытыми порами). ПеноЭВА ближе по свойствам к микропористой резине, при этом намного прочнее её распространённых сортов.
ПеноЭВА с добавлением красителей в виде ярких разноцветных листов для рукоделия и производства сувениров известен под названиями "фоам" (англ. foam - "пена"), "эвапора", "фоамиран" (foamiran). Эластичные листы из вспененного ЭВА выпускаются толщиной от 3мм до нескольких сантиметров, легки и прочны, хорошо держат форму за счёт упругости и могут быть отформованы изгибом при небольшом нагреве. Это делает их пригодными для крупных декораций (цветы, панно), деталей костюмов для косплея, формообразующих прокладок одежды и сумок и т.п.
ПеноЭВА применяется также для покрытия ручек рыболовных удилищ (как замена пробки), ручного инструмента, для ручек велосипедных рулей, спортинвентаря и других изделий, где требуется комфортный хват.

## Экологичность
ЭВА считается экологичной альтернативой поливинилхлориду, так как не содержит хлора и не образует диоксинов при сжигании.